# Хочу ребёнка (пьеса)
«Хочу ребёнка» — пьеса в 14 эпизодах 1926 года драматурга и поэта Сергея Третьякова.

## Сюжет
Агроном Милда Григнау хочет родить ребёнка, не вступая в брак. Милда — на стороне новой морали идеализированного пролетарского коммунистического общества. Она хочет родить идеального человека и способствовать общественному воспитанию этого нового человека. Её идеи лишены предрассудков дореволюционного прошлого и пока ещё свободны от приближающейся идеологии «советской семьи» сталинских семейных реформ. В финале мечта главной героини исполняется.

## Воплощение
Пьеса была задумана в 1925 году и написана в 1926, она разделена на 14 эпизодов.
Идеология пьесы, несомненно, опиралась на уже прозвучавшие к этому моменту предложения А.Коллонтай, в частности, в её книге 1919 года «Новая мораль и рабочий класс».
2 ноября 1926 года газета «Вечерняя Москва» писала после читки пьесы в Театре им. Мейерхольда: «Пьеса написана на тему о проблеме пола и брака в условиях нового быта, причём новый быт трактуется автором как прогноз на будущее». Пьеса прошла ряд цензурных изменений, критиковалась как слишком радикальная, физиологическая, публика была признана не готовой к этой пьесе.
Право на постановку Всеволод Мейерхольд оспаривал у Игоря Терентьева. После многочисленных дискуссий она была запрещёна Главреперткомом для постановки всеми театрами кроме ГОСТИМа на Триумфальной площади, который в результате политической кампании так и не был открыт.
Сценическую модель для спектакля «Хочу ребёнка» разрабатывал Эль Лисицкий. Постановка мыслилась режиссёром Вс. Мейерхольдом как «спектакль-дискуссия». С. М. Третьяков уже после закрытия спектакля всё ещё строил планы: «Если моя пьеса будет в помощь тому, что проделывает наркомздрав, я буду считать себя удовлетворённым на все сто процентов».
В 1989 году была осуществлена комедийная постановка пьесы в петербургском театре «Комедианты».
В 2018 в рамках фестиваля и выставки, посвящённых наследию Эля Лисицкого, состоялся двухдневный показ спектакля по мотивам пьесы «Хочу ребёнка» в Центре им. Мейерхольда. Режиссёр постановки — Саша Денисова 
.